# Evald Lövestam
Olov Evald Lövestam, född den 7 december 1921 i Lysviks socken, Värmlands län, död 2009, var en svensk teolog. 
Lövestam avlade studentexamen i Karlstad 1940, blev teologie kandidat vid Lunds universitet 1944 och prästvigdes i Karlstad samma år. Han blev teologie licentiat vid Lunds universitet 1946 och teologie doktor 1950, genomgick praktisk lärarkurs i Malmö 1954 och blev filosofie magister vid Lunds universitet 1955. Lövestam innehade olika förordnanden i Karlstads stift 1944-51, var lärare vid Katedralskolan i Lund 1953-54, Johannes samrealskola och högre allmänna läroverket för flickor i Malmö 1955, högre allmänna läroverket i Landskrona 1956 samt lektor i kristendom vid högre allmänna läroverket i Karlstad 1956-62 och i kristendom och filosofi vid Hvitfeldtska högre allmänna läroverket i Göteborg 1966-69. Lövestam blev docent i Nya testamentets exegetik vid Lunds universitet 1951 och forskardocent där 1966. Han blev professor i urkristendomens litteratur i Lund 1969 och emeritus 1987. Lövestam utgav vetenskapliga monografier och bidrog med artiklar i facktidskrifter, lexika och uppslagsböcker. Bland publikationerna märks Äktenskapet i Nya Testamentet (doktorsavhandling 1950), Son and saviour (1961),  Spiritual wakefulness in the New Testament (1963), Axplock (1987), Apostlagärningarna (1988) och Jesus and this generation: A New Testament study (Coniectanea Biblica. New Testament series 25, 1995). Han var ledamot av Humanistiska vetenskapssamfundet i Lund och av Studiorum Novi Testamenti Societas.